# Диокле из Кариста
Диокле (340 п. н. е. — 260. п. н. е.) био је славни лекар чија популарност није много заостајала за Хипократовом, пореклом из Кариста на острву Евији. Живео је и радио у Атини у време Аристотелово и први је лекар који је своје списе писао на атичком дијалекту. Сачувани фрагменти указују на утицај сицилијске (Емпедокле, Алкмеон), Хипократове и Аристотелове школе. Први је написао спис о лековитим биљкама и њиховој примени у лечењу. Такође му се приписује и први спис о анатомији, затим спис о физиологији, етиологији, дијететици и др.